# 真頰棘鮋
真頰棘鮋，為輻鰭魚綱鮋形目鮋亞目頰棘鮋科的其中一種，為熱帶海水魚，分布於中東太平洋夏威夷群島海域，體長可達2.9公分，棲息在礁石區，生活習性不明。